# Heshanyan Shuiku
Heshanyan Shuiku (kinesiska: 和山岩水库) är en reservoar i Kina. Den ligger i provinsen Guangdong, i den södra delen av landet, omkring 280 kilometer nordost om provinshuvudstaden Guangzhou. Heshanyan Shuiku ligger 159 meter över havet. Arean är 0,19 kvadratkilometer. I omgivningarna runt Heshanyan Shuiku växer huvudsakligen savannskog. Den sträcker sig 0,8 kilometer i nord-sydlig riktning, och 0,5 kilometer i öst-västlig riktning.
Genomsnittlig årsnederbörd är 2 022 millimeter. Den regnigaste månaden är maj, med i genomsnitt 408 mm nederbörd, och den torraste är oktober, med 19 mm nederbörd.